# Elutriace
Elutriace je proces, ve kterém se pomocí proudu plynu nebo kapaliny tekoucí proti směru sedimentace separují částice na základě jejich velikosti, tvaru a hustoty. V případě použití vzduchu mluvíme o vzduchovém prosévání či vzduchovém třídění. Tato metoda je nejčastěji používána pro částice menší než 1 μm. Menší částice se dostávají na povrch, protože jejich sedimentační rychlost je menší, než rychlost proudící tekutiny. Větší částice zůstávají uvnitř přístroje. Sedimentační rychlost částic lze vypočítat užitím Stokesova zákona pokud je Reynoldsovo číslo menší než 0,2.

## Vzdušný elutriátor
Vzdušný elutriátor je jednoduché zařízení pomocí kterého lze rozdělovat částice na dvě nebo více skupin.
Zařízení se skládá z vertikálního potrubí, kterým vzduch proudí směrem vzhůru kontrolovanou rychlostí. Částice jsou do systému obvykle přiváděny bočním potrubím. Po jejich zavedení jsou menší částice unášeny proudem tekutiny vzhůru, zatímco větší částice se usazují vespod zařízení. Pokud zařízení uvedeme do provozu s velmi nízkou rychlostí proudu vzduchu, můžeme graduálním zvyšováním rychlosti proudění postupně oddělovat větší a větší částice.
Tato metoda je užívána při klasifikaci velikosti částic například v mineralogii nebo farmaceutických výrobách.